# Wotyliwka
Wotyliwka (ukr. Вотилівка) – wieś na Ukrainie, w obwodzie czerkaskim, w rejonie zwinogródzkim, w hromadzie Wynohrad. W 2001 liczyła 753 mieszkańców, spośród których 750 wskazało jako ojczysty język ukraiński, a 3 rosyjski.